# 手塚伸一 (仏文学者)
手塚 伸一（てづか しんいち、1931年 - ）は、日本のフランス文学者、翻訳家。立教大学名誉教授。
ジュール・ヴェルヌ、フランシス・ジャムなどを研究・翻訳した。

## 略歴
立教大学大学院中退、同大学助教授、教授、1997年定年退任、名誉教授。

## 著書
- 『ふらんす語への道』（駿河台出版社） 1968.5

## 翻訳
- 『ジャミラよ朝は近い アルジェリア少女拷問の記録』（ジゼル・アリミ, シモーヌ・ド・ボーヴォワール、集英社） 1963
- 「暴力行為 嘘をついていた女」（アルフォンス・ドーデ、中央公論社、世界の文学52 (フランス名作集)） 1966
- 『ドナデュの遺言』（シムノン、集英社、シムノン選集11） 1970、のち集英社文庫 1979
- 『ピェールとジャン』（モーパッサン、集英社、世界文学全集） 1971
- 『レ・ミゼラブル』（ユゴー、集英社、ジュニア版世界の文学） 1975
- 『青い麦』（コレット、学習研究社、世界文学全集15） 1978、のち集英社文庫 1991
- 『田園交響楽』（アンドレ・ジッド、学習研究社、世界文学全集18） 1978

### ジュール・ヴェルヌ
- 『征服者ロビュール』（ヴェルヌ、集英社、コンパクト・ブックス、ヴェルヌ全集3） 1967、のち文庫
- 『気球に乗って五週間』（ヴェルヌ、集英社、コンパクト・ブックス、ヴェルヌ全集7） 1968、のち文庫
- 『神秘の島』（ヴェルヌ、集英社、コンパクト・ブックス、ヴェルヌ全集21-22） 1969、のち文庫

### フランシス・ジャム
- 『ジャム』（平凡社、世界名詩集18） 1969、のち改訳『桜草の喪 / 空の晴れ間』（平凡社ライブラリー） 1994
- 『フランシス・ジャム全集』全3巻（大岡信, 田辺保, 安東次男, 倉田清, 堀口大學, 三好達治共訳、青土社） 1981
- 『メモワール』（フランシス・ジャム、青土社） 1985
- 『フランシス・ジャム全詩集』（青土社） 1992
- 『三人の乙女たち フランシス・ジャム散文選』（青土社） 2000、岩波文庫 2012 - 抄版
- 『フランシス・ジャム詩集』（岩波文庫） 2012

## 参考
- 「青い麦」訳者紹介